# Nombre d'Euler (physique)
Pour les articles homonymes, voir Nombres d'Euler.
Le nombre d'Euler {\displaystyle (Eu)} est un nombre sans dimension utilisé en mécanique des fluides. Il correspond au rapport des forces de pression et des forces d'inertie et sert à caractériser les pertes dans un fluide en mouvement. 
Ce nombre porte le nom de Leonhard Euler, mathématicien et physicien suisse.
On le définit de la manière suivante :
{\displaystyle Eu={\frac {\Delta p}{\rho \,v^{2}}}}
avec :
- Δp - différence de pression
- ρ - masse volumique
- v - vitesse

Le nombre d'Euler est aussi appelé coefficient de pression, mais dans ce cas, un facteur 0,5 est ajouté au dénominateur,.
{\displaystyle {\text{Coefficient de pression}}={\frac {\Delta p}{{\frac {1}{2}}\,\rho \,v^{2}}}}
Les pertes énergétiques sont représentées par la chute de pression. Le nombre de cavitation est un cas particulier du nombre d'Euler avec Δp = p - pvapeur et sert à déterminer les conditions qui conduisent au phénomène de cavitation.